# مهران قربان‌پور
مهران قربان‌پور (زادهٔ ۱۱ مه ۱۹۹۵) یک بازیکن فوتبال اهل ایران است.